# 2013 aux Kiribati
Cet article présente les faits marquants de l'année 2013 aux Kiribati.

## Évènements
- 31 mai : Ouverture d'une ambassade gilbertine à Taipei. Kiribati est l'un des rares États à accorder la reconnaissance diplomatique à la république de Chine (Taiwan)[1].

- 23 juin : Décès de Meamea Thomas (né le 11 septembre 1987), haltérophile olympique gilbertin. Renversé par un chauffeur ivre alors qu'il se portait au secours d'un cycliste[2].

- début juillet : Pour assurer l'avenir des Kiribati, alors que les terres agricoles du pays sont petit à petit contaminées ou recouvertes par la montée de l'océan, le Président Anote Tong finalise l'achat de terres aux Fidji[3].